# Promesse d'embauche
 (août 2021).
Si vous disposez d'ouvrages ou d'articles de référence ou si vous connaissez des sites web de qualité traitant du thème abordé ici, merci de compléter l'article en donnant les références utiles à sa vérifiabilité et en les liant à la section « Notes et références ».
 (août 2021).
Avant la conclusion d’un contrat de travail, l’employeur peut, en droit français, proposer au candidat une promesse d’embauche. Cette promesse peut prendre la forme soit d’une offre de contrat de travail ou soit d’une promesse unilatérale de contrat de travail.
Cette promesse est soumise aux dispositions des articles 1101 à 1111-1 du Code civil.

## Historique
Jusqu’aux arrêts du 21 septembre 2017, la promesse d’embauche valait automatiquement contrat de travail,.

## L’offre de contrat de travail
L'offre de contrat de travail est une proposition d'embauche que les deux parties, employeur ou le candidat, peuvent ne pas conclure.

### Forme de l’offre de contrat de travail
L'engagement de l'employeur doit préciser les éléments suivants sur le contrat de travail :
L’emploi proposé au candidat retenu (définition du poste), la date d'entrée en fonction envisagée, la rémunération et le lieu de travail.

### Modalité de l’offre de contrat de travail
L'offre de contrat de travail peut être écrite, faite par lettre, fax ou courrier électronique.

### Acceptation, refus ou retrait de l’offre de contrat de travail
Le candidat salarié peut accepter l'offre de contrat de travail dans le délai fixé par l'employeur ou le refuser avant la fin du délai fixé par l'employeur.
Le candidat qui accepte la proposition de l'entreprise mais qui ne respecte pas son engagement s’expose à verser des dommages et intérêts si l’employeur a subi un préjudice prouvé.
L'employeur peut, lui, retirer son offre de contrat de travail pendant le délai laissé au candidat pour accepter l'offre mais il s’expose à verser des dommages et intérêts si le candidat a subi un préjudice prouvé.

## La promesse unilatérale de contrat de travail
La promesse unilatérale de contrat de travail est une proposition d’embauche l'acte par laquelle un employeur s'engage à conclure un contrat de travail avec une personne, si celle-ci accepte. Le seul fait que cette personne accepte suffit à former le contrat de travail.
La promesse d'embauche a une valeur juridique si elle présente un caractère ferme, précis et inconditionnel c'est-à-dire qu'elle doit contenir la nature du poste, la date d'embauche, la durée de l'engagement, et la rémunération versée. Elle doit contenir les éléments essentiels du contrat : la rémunération, la qualification et le volume horaire du contrat.

### Utilité de la promesse d'embauche
La promesse d'embauche est le plus souvent utilisée quand le contrat de travail ne peut pas être immédiatement signé, soit du fait de l'employeur, soit du fait du salarié. Quand elle est signée par les deux parties, c'est un engagement réciproque pour les deux parties qui peuvent alors compter l'une sur l'autre.

### Forme de la promesse d'embauche
La promesse d'embauche peut être écrite (sous la forme d'une lettre ou d'un courrier électronique ou d'un fax).

### Rétractation de la promesse d'embauche
Si la promesse est écrite et que l'employeur se rétracte finalement, il peut être condamné à verser des dommages-intérêts en réparation du préjudice subi (la même chose vaut pour l'employé). De plus, la promesse d'embauche permettra au salarié de percevoir les indemnités de licenciement si celle-ci n'a pas été respectée par l'employeur.
Cependant, le salarié ne peut pas obliger l'employeur à exécuter sa promesse.
Pour obtenir des dommages et intérêts, le salarié n'a pas besoin de prouver son dommage. Il doit en revanche prouver l'existence d'une promesse d'embauche valable.

### La promesse d'embauche sous conditions
La promesse d'embauche peut être conditionnelle ce qui signifie que l'embauche du salarié peut être conditionnée à la réalisation d'une condition. Cela peut par exemple être l'obtention d'un diplôme pour le salarié ou l'ouverture d'un nouvel établissement pour l'entreprise. Dans ce cas, si la condition ne se réalise pas, la promesse d'embauche devient caduque.